# Добри-Дял
Добри-Дял (болг. Добри дял) — село в Болгарии. Находится в Великотырновской области, входит в общину Лясковец. Население составляет 1054 человека (2022).

## Политическая ситуация
В местном кметстве Добри-Дял, в состав которого входит Добри-Дял, должность кмета (старосты) исполняет Димитр  Василев Димитров (Национальное движение «Симеон Второй» (НДСВ)) по результатам выборов.
Кмет (мэр) общины Лясковец — Ивелина Хараламбиева Гецова (коалиция в составе 4 партий: Граждане за европейское развитие Болгарии (ГЕРБ), Демократы за сильную Болгарию (ДСБ), Земледельческий народный союз (ЗНС), Союз свободной демократии (ССД)) по результатам выборов.